# 鄣城故城
鄣城故城也叫鄣城遗址，是位于东平县接山镇鄣城村附近的古城遗址。为东平县县级文物保护单位。
鄣城为周朝诸侯国鄣国的都城。鄣城故城遗址东西长1300米，南北宽650米，其中心文化层在鄣城村下方。在鄣城村附近有一些罐，瓦等出土，大多为秦汉时期遗物。